# Ricardo Feller

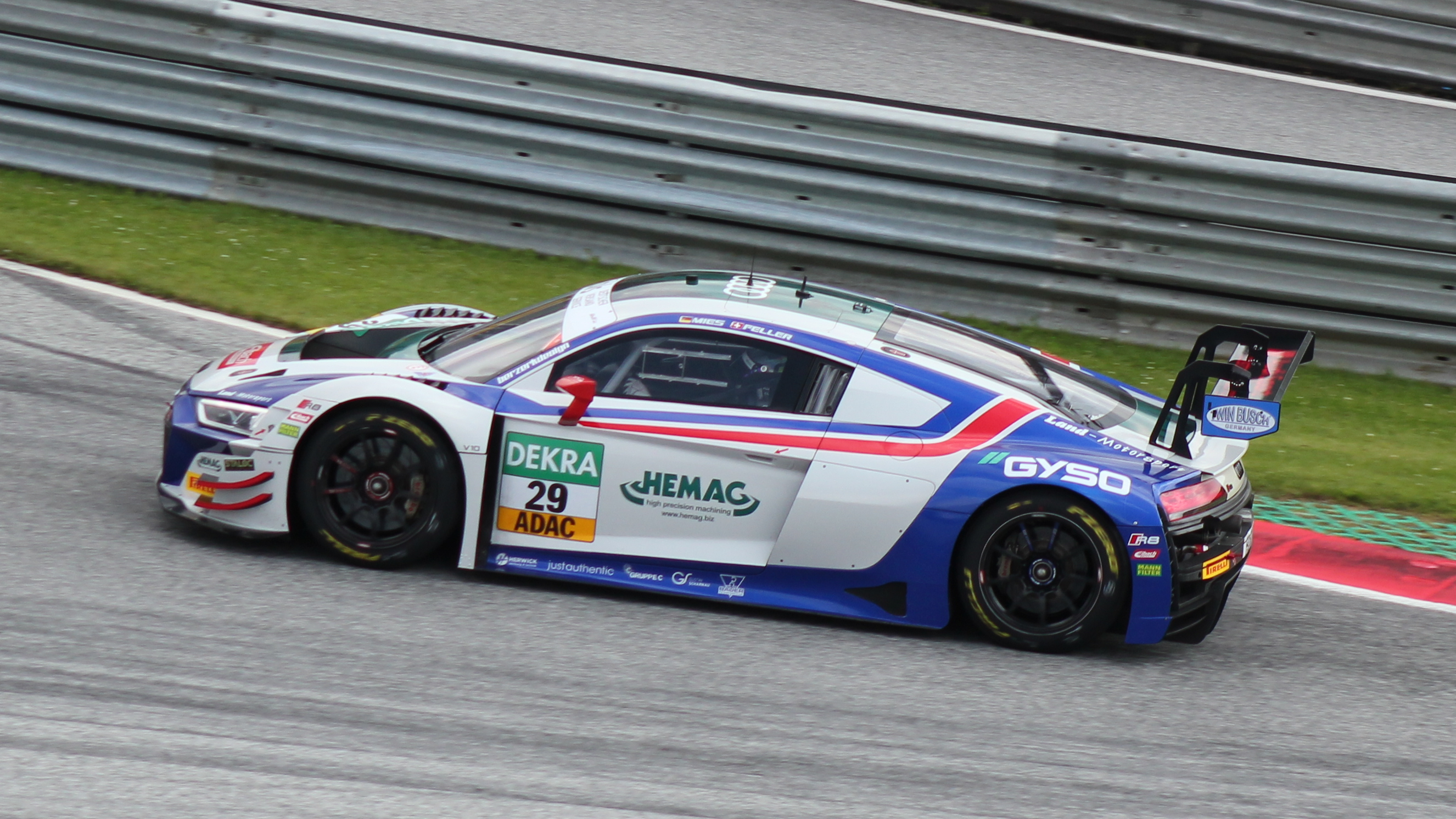
Ricardo Feller op de Red Bull Ring in 2021.

Ricardo Feller (Aarau, 1 juni 2000) is een Zwitsers autocoureur.

## Carrière
Feller begon zijn autosportcarrière in het karting in 2011 in de Supermini-klasse van de Zwitserse Bridgestone Cup. In 2012 en 2013 werd hij tweede in dezelfde klasse van het nationale kampioenschap. In 2016 stapte hij over naar het formuleracing en debuteerde hij in het ADAC Formule 4-kampioenschap, waarin hij voor het team ADAC Berlin-Brandenburg reed. Hij kende een moeilijk seizoen, waarin hij drie van de acht raceweekenden miste en een vijftiende plaats op de Sachsenring zijn beste resultaat was. Hij eindigde puntloos op plaats 39 in het klassement. Daarnaast reed hij voor Mücke in het raceweekend op het Autodromo Vallelunga van het Italiaanse Formule 4-kampioenschap, waarin hij tweemaal op plaats 22 eindigde.
In 2017 stapte Feller over naar de sportwagens en debuteerde hij in de ADAC GT Masters. Hij reed, samen met Mikaela Åhlin-Kottulinsky, in een Audi R8 LMS voor het team Audi Sport Racing Academy. Hij was de jongste coureur die tot op dat moment in het kampioenschap had deelgenomen. Hij scoorde dat jaar geen punten en een twaalfde plaats op de Hockenheim Baden-Württemberg was zijn beste resultaat. Desondanks bleef hij in 2018 actief in de klasse, waarin hij overstapte naar Mücke Motorsport. Hier reed hij samen met Christopher Haase opnieuw in een Audi R8 LMS. Zijn resultaten verbeterden en een vierde plaats op de Nürburgring was zijn hoogste klassering. Met 45 punten werd het duo dertiende in de eindstand. Daarnaast reed Feller in de GT Series Sprint Cup, waarin hij samen met Adrien De Leener tijdens de laatste drie raceweekenden deelnam voor het Belgian Audi Club Team WRT. In het laatste weekend op de Nürburgring behaalde het duo hun eerste zege in de Silver Cup, waarin zij met 47 punten zesde werden.
Aan het begin van 2019 debuteerde Feller in de 24 uur van Daytona bij het team Montaplast by Land-Motorsport. Hij deelde de auto met Daniel Morad, Christopher Mies en Dries Vanthoor, maar werd niet geklasseerd omdat een van de coureurs niet aan de minimale rijtijd was gekomen. Door deze kans kon hij deelnemen aan de Michelin Endurance Cup, onderdeel van het IMSA SportsCar Championship, en hij behaalde met Mies en Morad een tweede plaats op Road Atlanta. Feller reed dat jaar wederom in de ADAC GT Masters, waarin hij met Vanthoor voor Land Motorsport in een Audi R8 reed. Het duo behaalde een overwinning op het Circuit Zandvoort en behaalde daarnaast podiumplaatsen op de Motorsport Arena Oschersleben en de Sachsenring. Feller werd met 117 punten vijfde in het kampioenschap.
In 2020 reed Feller in de ADAC GT Masters voor Mücke Motorsport, waar hij een auto deelde met Stefan Mücke. Een zevende plaats op Oschersleben was hun beste resultaat en zij eindigden met 32 punten op plaats 25 in het klassement. Daarnaast reed hij in de Pro-klasse van de GT World Challenge Europe Endurance Cup voor Emil Frey Racing en deelde hier een auto met Mikaël Grenier en Norbert Siedler. Zij behaalden geen punten en twee elfde plaatsen op het Autodromo Enzo e Dino Ferrari en het Circuit Paul Ricard waren hun hoogste klasseringen.
In 2021 keerde Feller binnen de ADAC GT Masters over naar Land Motorsport en deelde wederom een auto met Christopher Mies. Het duo behaalde drie zeges op Zandvoort, de Lausitzring en de Nürburgring en behaalde hiernaast nog drie podiumplaatsen op Oschersleben, de Sachsenring en Hockenheim. Met 199 punten werden zij gekroond tot kampioenen in de klasse. Feller behaalde tevens de titel in de Junior-klasse. Ook bleef hij actief in de GT World Challenge Europe Endurance Cup en reed voor Frey in een Lamborghini Huracán GT3 Evo, die hij deelde met Alex Fontana en Rolf Ineichen. Zij kwamen in aanmerking voor de Silver Cup, waarin zij zeges behaalden op het Autodromo Nazionale Monza en de Nürburgring, en werden kampioen in deze klasse. Verder reed Feller voor Frey in de GT World Challenge Sprint Cup; in het eerste weekend deelde hij de auto met Fontana en Arthur Rougier en in de rest van de races deed hij dit met Siedler en Albert Costa. Hij won beide Silver Cup-races in Zandvoort, waarbij de eerste zege een algehele overwinning betekende. In de hoofdklasse werd hij vierde met 45,5 punten, terwijl hij in de Silver Cup vijfde werd met 75 punten.
In 2022 debuteerde Feller in de DTM voor het Team Abt Sportsline. Op Imola behaalde hij zijn eerste overwinning in dit kampioenschap. Daarnaast bleef hij actief in de ADAC GT Masters bij Land Motorsport en deelde hier de auto met Jusuf Owega. Het duo won de seizoensopener op Oschersleben.